# 農林水産消費安全技術センター
独立行政法人農林水産消費安全技術センター（のうりんすいさんしょうひあんぜんぎじゅつセンター、英語表記：Food and Agricultural Materials Inspection Center、略称：FAMIC）は、日本の農林水産省所管の独立行政法人である。

## 概要
農林水産消費技術センター、肥飼料検査所及び農薬検査所が合併し、2007年に設立された。「行政執行法人」（旧・特定独立行政法人）であるため、役員・職員は国家公務員である。
食の安全と消費者の信頼確保についての事業を行っている。生産から販売までの一連の過程（フードチェーン）を通じた取り組みを方針とし、そのために、前身となった3法人の各専門技術を生かして事業を行うとしている。肥料や農薬、遺伝子組み換え食品などの生産場面から、その後の加工の場面、小売り場面での食品表示まで、食品や農薬の分析や立ち入り検査、情報提供などを通じて活動している。人間の食品だけでなく、畜産用の飼料や、さらにはペットフードについても活動分野としている。
さいたま新都心合同庁舎検査棟（さいたま市）の本部のほか、札幌市、仙台市、名古屋市、神戸市及び福岡市に支部を置いている。

## 備考
- 広報誌として『新・大きな目小さな目』を発行している。前身の農林水産消費技術センターの広報誌『大きな目小さな目』を引き継ぐ形で、2007年に創刊されたものである。